# Полет 810 на „Трансеър“
Полет 810 на „Трансеър“ е товарен полет от международното летище „Хонолулу“ в Хонолулу до летище „Кахулуи“ на съседния хавайски остров Мауи, при който единият от двата турбовентилаторни двигателя на преустроения товарен самолет „Боинг 737-200“, притежаван от „Роудс Авиейшън“ под търговското име „Трансеър“, веднага след излитане на 2 юли 2021 г. губи сила и първият офицер, който управлява самолета, намалява мощността и на двата двигателя. Двамата пилоти (единствените обитатели на самолета) започват да изпълняват контролния списък за повреда на двигателя или изключване, но са заети с разговори с контрола на въздушното движение и изпълнението на други летателни задачи и не достигат частта от списъка за проверка, където повреденият двигател да бъде идентифициран.
Капитанът поема управлението, но погрешно идентифицира отказалия двигател, увеличава мощността му и не увеличава мощността на другия работещ. Убедени, че нито един от двигателите не работи правилно и не могат да поддържат височина с единия двигател, който не работи, а другият работи на празен ход, пилотите се отдръпват от брега на Оаху след началото на полета. Самолетът започва да губи височина и екипажът подава сигнал за бедствие. Машината пада във водата на залива Мамала на около 3 км по-малко от летище Калаелоа. В резултат на инцидента капитанът получава сериозни наранявания, а първият офицер – по-леки.
Двамата офицери са спасесни около час след катастрофата в координирана междуведомствена реакция с множество самолети и лодки. И двамата са хоспитализирани и по-късно освободени. Останките са локализирани следващата седмица на дълбочина до 130 м на 3 км от плажа „Ева“ и впоследствие са извадени.
Федералната авиационна администрация и Националният съвет по безопасност на транспорта незабавно започват разследване. Инцидентът се дължи на неефективното управление на ресурсите от пилотите, голямото натоварване и стреса.